# Eurybia mirabilis
Eurybia mirabilis là một loài thực vật có hoa trong họ Cúc. Loài này được (Torr. & A.Gray) G.L.Nesom mô tả khoa học đầu tiên năm 1995.